# Казанка (Балтачевский район)
Казанка (баш. Казанка) — деревня в Балтачевском районе Республики Башкортостан Российской Федерации. Входит в состав Кундашлинского сельсовета. 

## География

### Географическое положение
Расстояние до:
- районного центра (Старобалтачёво): 38 км,
- центра сельсовета (Кундашлы): 8 км,
- ближайшей ж/д станции (Куеда): 104 км.

## Население
| 2002 | 2009 | 2010 |
| ---- | ---- | ---- |
| 36   | ↘20  | ↘11  |

Согласно переписи 2002 года, преобладающая национальность — русские (94 %).